# ذراع المبرك

تعديل مصدري - تعديل

ذراع المبرك هي إحدى قرى عزلة القارة بمديرية رصد التابعة لمحافظة أبين، بلغ تعداد سكانها 102 نسمة حسب تعداد اليمن لعام 2004.